# Wetware
Il termine wetware è utilizzato per descrivere l'interazione tra il cervello umano e software.
Prima che il termine wetware si affermasse, già negli anni 1970 furono coniate le parole meatware e liveware che, tenendo in considerazione i concetti informatici di hardware e software, tentavano di stabilire un parallelismo tra il funzionamento del cervello e quello dei computer.
Wetware può quindi indicare: 
1. l'essere umano;[2]
2. l'integrazione tra il sistema nervoso centrale e la mente umana mediante un processo di astrazione analogo a quello utilizzato per descrivere, in ambito informatico, l'hardware e il software;[1]
3. il cervello inteso come insieme di capacità logiche e computazionali dell'essere umano;[2]
4. un ipotetico computer costituito da materiale biologico (c.d. Computer organico).[3]

Nonostante le problematiche di carattere etico che queste tecnologie sollevano, le strutture militari sono all'avanguardia  nello studio di eventuali applicazioni per la wetwar.